# Jacobo Sanz
Jacobo Sanz Ovejero est un ancien footballeur espagnol né le 10 juillet 1983 à Valladolid, qui évoluait au poste de gardien.

## Palmarès

### Club
- Real Valladolid
  - 2006-2007 : Champion de Segunda Division